# Mario Acevedo (calciatore 1969)
Mario Giovany Acevedo Menzie (Puerto Barrios, 15 febbraio 1969) è un ex calciatore guatemalteco, di ruolo attaccante.

## Caratteristiche tecniche
Era una punta centrale.

## Carriera

### Club
Ha cominciato a giocare nell'Izabal. Nel 1990 è passato al Sacachispas. Nel 1991 è tornato all'Izabal. Nel 1994 si è trasferito all'Heredia. Nel 1995 è stato acquistato dall'Venados de Yucatán. Nel 1996 è passato al CSD Municipal. Nel 1997 si è trasferito al Cobán Imperial. Nel 1998 è stato acquistato dal Suchitepéquez. Nel 1999 si è trasferito all'Antigua GFC. Nel 2000 è stato acquistato dal CSD Municipal, club in cui ha militato per 9 anni e con cui ha vinto per 7 volte il campionato guatemalteco e due volte la Coppa del Guatemala. Ha concluso la propria carriera nel 2010, dopo aver giocato per una stagione nell'Heredia.

### Nazionale
Ha debuttato in Nazionale nel 1996. Ha messo a segno la sua prima rete con la maglia della Nazionale l'8 ottobre 2000, in Barbados-Guatemala (1-3), siglando la rete del definitivo 1-3 al minuto 85. Ha partecipato, con la Nazionale, alla CONCACAF Gold Cup 2002 e alla CONCACAF Gold Cup 2003. Ha collezionato in totale, con la maglia della Nazionale, 46 presenze e quattro reti.

## Palmarès

### Club

#### Competizioni nazionali
- Campionato guatemalteco di calcio: 7

CSD Municipal: 2000-2001, 2001-2002, 2003-2004, 2004-2005, 2005-2006, 2006-2007, 2007-2008
- Coppa del Guatemala: 2

CSD Municipal: 2002-2003, 2003-2004